# Акустичне сушіння
Акусти́чне (ультразвукове́) суші́ння — видалення вологи з матеріалу під впливом акустичних коливань високої інтенсивності ультразвукового діапазону.

## Особливості використання
Принципова особливість способу полягає у тому, що прискорення (у 2-6 разів) процесу сушіння продуктів відбувається без підвищення їхньої температури. Реалізується так зване холодне сушіння. Ця обставина знімає негативні наслідки, пов'язані з термічним впливом на продукт. Саме тому акустичне сушіння є єдиним способом, що придатний для сушіння термочутливих матеріалів та речовин, що легко окислюються.
Акустичне сушіння є доцільним для дрібнодисперсних матеріалів, що перебувають у завислому стані або в стані безперервного перемішування. Цей спосіб дозволяє сушити широкий набір матеріалів: продукцію сільського господарства (зерно, овочі, фрукти та інші), деревину, бавовну, лікарські препарати і трави, папір, продукцію хімічної та інших галузей промисловості.
Обробка продуктів акустичними коливаннями високої інтенсивності сприятливо позначається на фізико-хімічних і споживчих властивостях сухого продукту (наприклад, збільшує схожість насіння тощо).
Сушіння акустичним способом відрізняється від звичайних методів і за швидкістю вироблення сухих продуктів. Наприклад, при сушінні ферментів (які руйнуються при температурі 40 °C) в акустичному полі швидкість сушіння продуктів у порівнянні з вакуумними методами зростає у 3-4 рази.

## Основні принципи акустичного сушіння
В значній мірі ефективність ультразвукового сушіння пов'язана з прискоренням процесів теплообміну в ультразвуковому полі. При цьому матеріал, що висушується зазнає з боку газового середовища впливу ультразвукового поля з рівнем інтенсивності до 145 дБ, що створюється зазвичай газоструминними випромінювачами.
Механізм впливу пружних хвиль на вологу залежить від агрегатного стану матеріалу, його вологості, розміру частинок матеріалу, що підлягає сушінню, типу зв'язку вологи і характеристик акустичного поля.

### Акустичне сушіння за значної вологості
При дуже високій вологості (вологовмісті) капілярно-пористих матеріалів (200–500%) відбувається чисто механічне видалення вологи, яке зводиться до своєрідного «витрушування» рідини з капілярів. Це відбувається внаслідок подрібнення крапель при виникненні біля поверхні матеріалу сильних акустичних потоків і появи капілярних хвиль. У певній мірі ці процеси схожі з процесами, що відбуваються при ультразвуковому розпиленні, з тією різницею, що в останньому випадку енергія ультразвукових коливань підводиться з боку рідини. Механічний вплив залежить від інтенсивності акустичної хвилі, значно зростаючи при збільшенні її рівня понад 165 дБ. Найсильніше цей вплив проявляється в пучностях стоячої хвилі, де акустичні потоки є максимальними.

### Акустичне сушіння за помірної вологості
За помірної вологості капілярно-пористого матеріалу (10-70%) вплив акустичних коливань на процес сушіння проявляється з високим і малим ступенями інтенсифікації на першій та другій стадіях, відповідно.
Перша стадія, що характеризується сталою швидкістю сушіння, відрізняється тим, що волога, яка видаляється з поверхні матеріалу сушінняя безперервно поповнюється вологою, що надходить з його внутрішніх шарів. Швидкість сушіння визначається на цій стадії градієнтом концентрації рідини в дифузійному приграничному шарі. Під впливом ультразвуку процес випаровування рідини з поверхні різко прискорюється, оскільки у вологій поверхні виникають акустичні потоки, що викликають деформацію дифузійного приграничного шару. При цьому шар стає тоншим, градієнт концентрації зростає, що і призводить до прискорення видалення вологи з поверхні. Істотний вплив акустичних потоків у перший період сушіння пов'язаний з відносно малою товщиною їх приграничного шару. Порівняння ультразвукового сушіння з конвективним при постійному обдуванні поверхні матеріалу показує, що навіть коли швидкість акустичних потоків порівнянна зі швидкістю постійного потоку повітря при охолодженні, ультразвукове сушіння відбувається значно швидше з огляду на те, що товщина приграничного шару для акустичних потоків є меншою, ніж товщина гідродинамічного приграничного шару.
Процес акустичного впливу на першій стадії сушіння розпочинається з деякого порогового значення звукового тиску, що залежить від конфігурації тіла, типу акустичних потоків, що виникають, і різниці концентрацій рідини (тобто різниці вологості) на поверхні матеріалу та в оточуючому середовищі.
Зазвичай критичний рівень звукового тиску лежить в межах (130–140 дБ). Діапазон частот, що застосовуються залежить від багатьох факторів, але головним чином від затухання звуку у середовищі і допустимих норм шуму при роботі обладнання.
Друга стадія сушіння, що означається зазвичай як період спадної швидкості, характеризується малою вологістю матеріалу і слабким надходженням рідини зсередини, у зв'язку з чим не поповнюється спадання її вмісту на поверхні і вплив акустичних коливань зводиться до збільшення коефіцієнта дифузії рідини в результаті її нагрівання при поглинанні ультразвуку в макрокапілярах та порах. Однак нагрівання матеріалу в звуковому полі є незначним і збільшення коефіцієнта дифузії не перевищує 100–200% тобто істотного прискорення сушіння на цій стадії не спостерігається.
Застосування ультразвуку є найефективнішим у період сталої швидкості сушіння, тобто на першій стадії. На другій стадії процес сушіння носить переважно циклічний характер, хвиля вибиває вологу, що знаходиться на поверхні продукту, потім волога, яка залишилася рівномірно розподіляється по капілярах і процес повторюється знову. Це відбувається до тих пір, поки продукт не досягне заданої вологості.

## Переваги ультразвукового сушіння
Найдоцільнішим є ультразвукове сушіння для дрібнодисперсних матеріалів, що перебувають у процесі оброблення в завішаному стані або у стані неперервного перемішування, так як при цьому є малим порогове значення звукового тиску і забезпечується рівномірне оброблення продукту. Швидкість сушіння зменшується із зростанням товщини шару обробки.
До переваг методу сушіння в акустичних полях високої інтенсивності належить:
- висока інтенсивність процесу сушіння (при сушінні деревини, наприклад, вона може зрости у 5 і більше разів);
- можливість забезпечення якісного та ефективного сушіння при низьких температурах, або принципово без підвищення температури (що виключає руйнування структури, збереження схожості зерна тощо);
- менші енергозатрати; експерименти дозволяють стверджувати що енергозатрати можна зменшити у 1,5-2 і більше разів;
- можливість сушіння практично усіх матеріалів без суттєвої зміни конструкції сушарки;
- екологічність технології завдяки відсутності продуктів горіння палива.

## Недоліки методів акустичного сушіння
Згадані вище переваги пояснюють велику зацікавленість технологіями ультразвукового сушіння. Однак спроби практичної реалізації процесу зустрічаються з низкою технологічних ускладнень:
- потреба у створенні акустичних коливань у повітряному середовищі з інтенсивностями у 140 дБ;
- необхідність створення сушильної камери, що забезпечувала б рівномірну взаємодію акустичних коливань у всьому об'ємі матеріалу сушіння.

## Конструктивні особливості сушильних камер
Створенні ультразвукові сушильні установки мають у своїй основі спільну конструктивну схему. Для генерування акустичних коливань в них використовуються різні типи аеродинамічних випромінювачів, а сушильна камера виконується зазвичай, у вигляді подовгастого каналу звуководу. Форма поперечного перерізу каналу може бути довільною, але найпоширенішою є прямокутна форма, завдяки простоті розрахунків поширення в ній акустичних хвиль.
Згідно з цією конструктивною схемою на одному торці сушильної камери розташовується випромінювач ультразвукових коливань, на протилежному — звуковідбивач або звукопоглинач.